# 妖神グルメ
『妖神グルメ』（ようしんグルメ）は、日本の小説家菊地秀行による小説。1984年に朝日ソノラマ文庫から刊行された。「和製クトゥルー神話の金字塔」と評された。

## 沿革
1984年に、デビュー3年目の菊地がジュブナイルとして発表した。2000年にソノラマ文庫NEXTから再販され、2013年に創土社の専門レーベル「クトゥルーミュトスファイルズ」から復活した。
「ダゴン対空母カールビンソン! 触手対F-15!」
元ネタはハリー・クレッシングの『料理人』。菊地がクトゥルー神話に実作参加した、最初の作品であり、以後菊地は独自のクトゥルー神話を書いていく。
刊行当時、日本の長編クトゥルー神話といえば、風見潤の『クトゥルー・オペラ』と栗本薫の『魔界水滸伝』くらいしか存在しなかった。超能力者vsクトゥルーのバトル、日本の妖怪vsクトゥルーのバトルに続いて、天才料理人という奇抜なテーマになってしまった。初版とNEXT版の間に、クトゥルー神話は日本でも知名度が上がりホラーのワンジャンルとして定着した。作者はNEXT版にて状況をふり返り「日本人作家の手による同種の、そして全く別のムーブメントを起こすべきだろう。それはもうクトゥルー神話とは呼べないはずである」と述べており、以後の21世紀の動向に繋がる。
紀伊國屋書店の通路に文庫売り上げベスト10の一冊として展覧され、遭遇した作者は大喜びで撮影したと回想している。
ヨグ＝ソトースを「ヨグ・ソトト」と表記しており、これは1963年の映画『怪談呪いの霊魂』中で発音された、菊地曰く「おそらく日本初の名前」。2013時点で菊地は「ヨグ＝ソトホース」表記を採用しているが、新装版に際して、時代感を残すためにあえて表記を変更せずそのままに留めたと述べている。
コミカライズされており、全2巻のうち1巻を黒瀬仁、2巻をマーチン角屋が手掛けている。

## 主な登場人物
内原 富手夫（ないばら ふてお）
高校生にして天才イカモノ料理人。名前はナイアルラトホテップのアナグラム。
西本江梨子（にしもと えりこ）
深川の老舗料亭の一人娘。
クトゥルー
妖神。
アブドゥラ・アルハズレッド
謎のアラブ人。
マーシュ氏
海運業を営む白人実業家。
ハワード・アーミティッジ博士
ダンウィッチ事件を終わらせたアーミティッジ博士の孫。
エミール・ギルクリスト
フランスの天才料理人。
オリバー・ウェイトリー
ヨグ・ソトトの信徒。

## 収録
- 朝日ソノラマ・朝日ソノラマ文庫（1984年）表紙は天野喜孝
- 朝日ソノラマ・ソノラマ文庫NEXT（2000年）表紙は塩谷博明、解説は井上雅彦
- 創土社・クトゥルーミュトスファイルズ（2013年）表紙は小島文美、解説は料理研究家の五十嵐豪

## 漫画版
- 創土社・漫画版1/2（2017年）黒瀬仁
- 創土社・漫画版2/2（2020年）マーチン角屋